# Toni Pressley
Toni Deion Pressley (Melbourne, Florida, Estados Unidos; 19 de febrero de 1990) es una futbolista estadounidense que juega como defensora para el Canberra United FC de la W-League, cedida por el Orlando Pride de la National Women's Soccer League (NWSL) de Estados Unidos.

## Trayectoria
Pressley jugó con los Boston Renegades de la W-League de Estados Unidos en 2008. Disputó 5 partidos por un total de 167 minutos.
De 2009 a 2010, formó parte del Washington Freedom Futures de la W-League. Hizo ocho apariciones por un total de 693 minutos.
En 2012, fue elegida en la segunda ronda del draft de la Women's Professional Soccer por el Philadelphia Independence; sin embargo, la liga se disolvió antes de que comenzara la temporada.

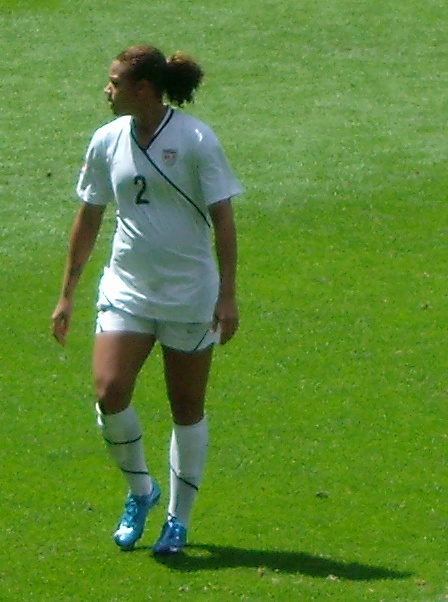
Pressley en la Copa Mundial Sub-20 de 2010.

Más tarde el mismo año, se unió al Western New York Flash de la WPSL Elite como defensa central. Su equipo ganó el campeonato gracias al gol del empate de Pressley en el último minuto del tiempo de descuento. Su compañera de equipo Angela Salem anotó el penal decisivo para darle al Western New York el título de la WPSL Elite, derrotando a los Chicago Red Stars 4-2 en los penales.
Pressley jugó para el Ryazan VDV de Rusia durante la temporada 2012-2013.
En junio de 2013, firmó con el Washington Spirit de la National Women's Soccer League. Debutó con el club el 15 de junio de 2013 durante un partido contra su antiguo equipo Western New York Flash.
En febrero de 2015, se anunció que Pressley había sido transferida al Western New York Flash para la temporada 2015. En abril, fue titular y jugó noventa minutos completos durante el primer partido de la temporada del equipo contra el Seattle Reign FC, que resultó en una derrota por 5-1. Al mes siguiente, pasó al Houston Dash.

### Orlando Pride (2016-presente)
El 2 de noviembre de 2015, Pressley fue elegida por Orlando Pride en el draft de expansión de la NWSL. El 12 de octubre de 2019, después de someterse a una cirugía por cáncer de mama en agosto, Pressley disputó el último juego de la temporada del Pride. La defensora firmó una extensión de contrato de un año con una opción por un año adicional en enero de 2021.
En octubre de 2017, fue cedida al club australiano Canberra United para jugar la W-League 2017-18.

## Selección nacional
Pressley representó a los Estados Unidos en varios categorías inferiores, incluidos los equipos sub-17, sub-18, sub-20 y sub-23.
Fue miembro del combinado sub-20 que ganó el oro en el Clasificatorio de la CONCACAF, asegurándose un lugar en la Copa Mundial de la FIFA. Jugó cada minuto de todos los partidos del torneo como parte de la línea defensiva del equipo y brindó una asistencia en la victoria por 5-0 sobre Suiza. Estados Unidos alcanzó los cuartos de final de la Copa Mundial Sub-20 de 2010 en Alemania.
En junio de 2011, Pressley participó con el equipo sub-23 en el Torneo de las Tres Naciones en Falun, Suecia, del 12 al 22 de junio de 2011.
Con la selección sub-23 de Estados Unidos ganó el Torneo de las Cuatro Naciones en La Manga Club, España en 2013.

## Estadísticas

### Clubes
| Club                       | País           | Año             |
| -------------------------- | -------------- | --------------- |
| Boston Renegades           | Estados Unidos | 2008            |
| Washington Freedom         | Estados Unidos | 2009            |
| Western New York Flash     | Estados Unidos | 2012            |
| VDV Riazan                 | Rusia          | 2012            |
| Washington Spirit          | Estados Unidos | 2013 - 2014     |
| Western New York Flash     | Estados Unidos | 2015            |
| Houston Dash               | Estados Unidos | 2015            |
| Canberra United (préstamo) | Australia      | 2017 - 2018     |
| Orlando Pride              | Estados Unidos | 2016 - presente |

## Vida personal
Pressley es vegana y afirma que el veganismo la ha ayudado a convertirse en mejor atleta.
En agosto de 2019, Pressley inició un tratamiento de cáncer de mama.
En enero de 2021, anunció su compromiso con la futbolista brasileña Marta Vieira da Silva, su compañera de equipo en Orlando Pride.